# Claire Woods
Claire Woods, född 6 juli 1981, är en friidrottare från Australien. Hon deltog vid olympiska sommarspelen 2008 och olympiska sommarspelen 2012.